# Bertuğ Yildirim
Bertuğ Yildirim (en turc : Bertuğ Özgür Yıldırım), né le 12 juillet 2002 à Istanbul en Turquie, est un footballeur international turc qui évolue au poste d'avant-centre au Stade rennais FC.

## Biographie

### Carrière en club

#### Sarıyer SK (2019-2021)
Bertuğ Yildirim fait sa formation au club de Sarıyer SK. Le 4 mai 2019, il commence sa carrière professionnelle lors de la 34e et dernière journée face au club d'Uşakspor. Le 3 juin 2021, après 32 matchs pour 6 buts, Bertug Yildirim est recruté par le Hatayspor, club de Süper Lig. Il signe un contrat de trois ans.

#### Hatayspor (2021-2023)
Le 14 août 2021, Bertuğ Yildirim dispute son premier lors de la première journée face au Kasımpaşa SK (match nul, 1-1). Lors de sa seconde saison, dont il aura joué 17 matchs et inscrit 4 buts, la Fédération de Turquie de football (TFF) décide que les clubs touchés par les séismes de 2023 en Turquie et Syrie doivent se retirer du championnat pour la saison 2022-2023 et prêter leurs joueurs dans d'autres clubs.
Au total, Bertuğ Yildirim aura disputé 37 matchs et inscrit 6 buts pour le Hatayspor.

##### Prêt à Antalyaspor (2023)
Le 17 février 2023, Bertuğ Yildirim est prêté à Antalyaspor pour le reste de la saison.

#### Stade rennais FC (2023-2024)
Le 29 août 2023, Bertuğ Yildirim quitte la Turquie pour rejoindre la France. Il s'engage en faveur du Stade rennais FC en paraphant un contrat de cinq ans,. L'indemnité du transfert est estimée à 5 millions d'euros,.

#### Getafe (2024-)
En fin de mercato, Yildirim est prêté au club espagnol de Getafe pour la saison 2024-2025 avec une option d'achat,.

### Carrière en sélection
Le 10 juin 2022, Bertuğ Yildirim est appelé pour la première fois avec l'équipe de Turquie des moins de 21 ans face au Kazakhstan (match nul, 0-0). Au total, il dispute 8 matchs et inscrit 5 buts.

#### Turquie espoirs
Le 8 août 2022, il dispute son premier match avec l'équipe de Turquie espoirs contre le Sénégal.

#### Turquie
C'est le 1er septembre 2023, seulement deux jours après son arrivée à Rennes que Yildirim est sélectionné pour la première fois avec l'équipe A. Le 8 septembre 2023, Yildirim entre en jeu à la 80e en remplacement de Kerem Aktürkoğlu et marque son premier but face à l’Arménie pour arracher le match nul 1-1.
Le 7 juin 2024, il figure dans la liste définitive des 26 joueurs sélectionnés par Vincenzo Montella pour disputer  l'Euro 2024.

## Statistiques

### En club
| Saison                | Club                  | Championnat           | Championnat | Championnat | Championnat | Coupe(s) nationale(s) | Coupe(s) nationale(s) | Coupe(s) nationale(s) | Compétition(s) continentale(s) | Compétition(s) continentale(s) | Compétition(s) continentale(s) | Compétition(s) continentale(s) | Total | Total | Total |
| Saison                | Club                  | Division              | M.          | B.          | P.d.        | M.                    | B.                    | P.d.                  | Comp.                          | M.                             | B.                             | P.d.                           | M.    | B.    | P.d.  |
| 2018-2019             | Sarıyer SK            | 2. Lig                | 1           | 0           | 0           | -                     | -                     | -                     | -                              | -                              | -                              | -                              | 1     | 0     | 0     |
| 2019-2020             | Sarıyer SK            | 2. Lig                | 1           | 0           | 0           | 0                     | 0                     | 0                     | -                              | -                              | -                              | -                              | 1     | 0     | 0     |
| 2020-2021             | Sarıyer SK            | 2. Lig                | 29          | 6           | 0           | 1                     | 0                     | 0                     | -                              | -                              | -                              | -                              | 30    | 6     | 0     |
| Sous-total            | Sous-total            | Sous-total            | 31          | 6           | 0           | 1                     | 0                     | 0                     | -                              | -                              | -                              | -                              | 32    | 6     | 0     |
| 2021-2022             | Hatayspor             | Süper Lig             | 16          | 1           | 1           | 1                     | 0                     | 0                     | -                              | -                              | -                              | -                              | 17    | 1     | 1     |
| 2022-2023             | Hatayspor             | Süper Lig             | 16          | 4           | 2           | 1                     | 0                     | 0                     | -                              | -                              | -                              | -                              | 17    | 4     | 2     |
| 2023-2024             | Hatayspor             | Süper Lig             | 3           | 1           | 0           | -                     | -                     | -                     | -                              | -                              | -                              | -                              | 3     | 1     | 0     |
| Sous-total            | Sous-total            | Sous-total            | 35          | 6           | 3           | 2                     | 0                     | 0                     | -                              | -                              | -                              | -                              | 37    | 6     | 3     |
| 2022-2023             | Antalyaspor (prêt)    | Süper Lig             | 13          | 2           | 1           | -                     | -                     | -                     | -                              | -                              | -                              | -                              | 13    | 2     | 1     |
| 2023-2024             | Stade rennais FC      | Ligue 1               | 21          | 0           | 1           | 2                     | 0                     | 0                     | C3                             | 5                              | 1                              | 0                              | 28    | 1     | 1     |
| 2024-2025             | Getafe CF (prêt)      | LaLiga                | 23          | 1           | 0           | 4                     | 2                     | 1                     | -                              | -                              | -                              | -                              | 27    | 3     | 1     |
| Total sur la carrière | Total sur la carrière | Total sur la carrière | 123         | 15          | 5           | 9                     | 0                     | 1                     | -                              | 5                              | 1                              | 0                              | 137   | 16    | 6     |

### En sélection
| Saison                | Sélection             | Phases finales        | Phases finales | Phases finales | Phases finales | Éliminatoires | Éliminatoires | Éliminatoires | Éliminatoires | Amicaux | Amicaux | Amicaux | Total | Total | Total |
| Saison                | Sélection             | Comp.                 | M.             | B.             | P.d.           | Comp.         | M.            | B.            | P.d.          | M.      | B.      | P.d.    | M.    | B.    | P.d.  |
| --------------------- | --------------------- | --------------------- | -------------- | -------------- | -------------- | ------------- | ------------- | ------------- | ------------- | ------- | ------- | ------- | ----- | ----- | ----- |
| 2023                  | Turquie               | Euro 2024             | -              | -              | -              | Euro 2024     | 2             | 1             | 0             | 1       | 1       | 0       | 3     | 2     | 0     |
| Total sur la carrière | Total sur la carrière | Total sur la carrière | 0              | 0              | 0              | -             | 2             | 1             | 0             | 1       | 1       | 0       | 3     | 2     | 0     |

Le tableau suivant liste les rencontres de l'équipe de Turquie dans lesquelles Bertuğ Yildirim a été sélectionné depuis le 8 septembre 2023 jusqu'à présent :